# Молодіжний чемпіонат України з футболу
Молодіжний чемпіонат України з футболу — футбольні змагання в Україні серед молодіжних команд клубів Прем'єр-ліги, що проводилися з сезону 2004—2005 до сезону 2020—2021. Матчі між молодіжними командами відбувалися зазвичай у переддень матчів Прем'єр-ліги Чемпіонату України. Турнір проводився під егідою Прем'єр-ліги України.

## Історія
Першість заснована у 2004 році як Турнір дублерів клубів вищої ліги. Він дозволяв отримати ігрову практику футболістам, які не проходять в основу своєї команди, а також відновлюються після травм. 
З сезону 2008—2009 турнір почав проводитися під егідою Прем'єр-Ліги, отримав нову назву Молодіжна першість України та новий регламент.
З сезону 2012—2013 турнір отримав назву Молодіжний чемпіонат України.
Після сезону 2020—2021 молодіжну першість України було скасовано, а молодіжним складам дали можливість брати участь у турнірах ПФЛ. За регламентом, перші три команди Прем'єр-Ліги мають право заявити свої молодіжні команди до участі у Першій лізі, всі інші учасники УПЛ можуть заявити свою молодь до Другої ліги України.

## Регламент
Молодіжні команди Прем'єр-ліги, повністю повторюючи календар основних команд, грають між собою за коловою системою, проводячи з кожним суперником по одному матчу вдома і в гостях. У наставників є можливість протягом гри проводити відразу п'ять замін[джерело?]. Це дозволяє отримати ігрову практику більшій кількості молодих гравців, а тренерському штабу команд скласти повнішу думку про власних молодих гравців. Основна відмінність від турніру дублерів полягає в тому, що на поле одночасно серед гравців однієї команди може перебувати не більше 4-х футболістів віком понад 21 рік. Підвищення та пониження клубів у турнірі відбувається за підсумками результатів основної команди у Прем'єр-лізі і не залежить від місця молодіжної команди у цьому турнірі.

## Підсумкова таблиця
В таблиці вказано сумарний результат виступів станом на кінець першого етапу сезону 2018-2019

| Команда                       | Участі | Матчі | Виграно | Нічия | Програно | М'ячів забито | М'ячів пропущено | Очок набрано |
| ----------------------------- | ------ | ----- | ------- | ----- | -------- | ------------- | ---------------- | ------------ |
| «Динамо» (Київ)               | 15     | 413   | 266     | 76    | 71       | 988           | 401              | 874          |
| «Шахтар» (Донецьк)            | 15     | 413   | 241     | 74    | 98       | 904           | 497              | 797          |
| «Ворскла» (Полтава)           | 15     | 413   | 190     | 70    | 153      | 652           | 531              | 640          |
| «Дніпро»                      | 13     | 368   | 185     | 68    | 115      | 665           | 463              | 623          |
| «Металіст» (Харків)           | 12     | 347   | 177     | 59    | 111      | 585           | 436              | 590          |
| «Карпати» (Львів)             | 13     | 354   | 162     | 67    | 125      | 593           | 493              | 553          |
| «Чорноморець» (Одеса)         | 14     | 383   | 154     | 68    | 161      | 585           | 596              | 530          |
| «Зоря» (Луганськ)             | 13     | 354   | 149     | 60    | 145      | 490           | 495              | 507          |
| «Металург» (Запоріжжя)        | 11     | 318   | 125     | 68    | 125      | 468           | 444              | 443          |
| «Металург» (Донецьк)          | 11     | 321   | 120     | 57    | 144      | 490           | 492              | 417          |
| «Маріуполь»                   | 9      | 246   | 101     | 45    | 100      | 371           | 368              | 348          |
| «Арсенал» (Київ)              | 11     | 291   | 90      | 50    | 151      | 333           | 494              | 320          |
| «Кривбас» (Кривий Ріг)        | 9      | 269   | 82      | 47    | 140      | 313           | 471              | 293          |
| «Волинь» (Луцьк)              | 9      | 249   | 78      | 42    | 129      | 365           | 533              | 276          |
| «Таврія» (Сімферополь)        | 10     | 296   | 70      | 59    | 167      | 327           | 583              | 269          |
| «Оболонь» (Київ)              | 4      | 119   | 50      | 24    | 45       | 165           | 167              | 174          |
| «Іллічівець» (Маріуполь)      | 3      | 89    | 51      | 20    | 18       | 174           | 97               | 173          |
| «Олександрія»                 | 5      | 122   | 41      | 32    | 49       | 154           | 156              | 155          |
| «Харків»                      | 4      | 120   | 44      | 18    | 58       | 168           | 222              | 150          |
| «Олімпік» (Донецьк)           | 5      | 118   | 33      | 18    | 67       | 132           | 239              | 117          |
| «Сталь» (Кам'янське)          | 3      | 70    | 23      | 19    | 28       | 98            | 120              | 88           |
| «Говерла» (Ужгород)           | 5      | 137   | 18      | 23    | 96       | 116           | 385              | 77           |
| «Сталь» (Алчевськ)            | 2      | 60    | 17      | 11    | 32       | 72            | 106              | 62           |
| «Севастополь»                 | 2      | 56    | 19      | 5     | 32       | 90            | 127              | 62           |
| «Закарпаття» (Ужгород)        | 3      | 89    | 15      | 15    | 59       | 55            | 210              | 60           |
| «Нафтовик-Укрнафта» (Охтирка) | 1      | 30    | 10      | 6     | 14       | 38            | 46               | 36           |
| «Львів»                       | 2      | 44    | 8       | 9     | 27       | 46            | 99               | 33           |
| «Борисфен» (Бориспіль)        | 1      | 29    | 6       | 9     | 14       | 24            | 40               | 27           |
| «Верес» (Рівне)               | 1      | 30    | 7       | 5     | 18       | 29            | 60               | 26           |
| «Зірка» (Кропивницький)       | 2      | 44    | 3       | 10    | 31       | 28            | 105              | 19           |
| «Десна» (Чернігів)            | 1      | 22    | 3       | 4     | 15       | 23            | 65               | 13           |

## Усі переможці
| Рік     | Переможець                                                                | 2 місце                                                                   | 3 місце                                                                   |
| 2004/05 | «Динамо-д» (Київ)                                                         | «Металіст-д» (Харків)                                                     | «Іллічівець-д» (Маріуполь)                                                |
| 2005/06 | «Динамо-д» (Київ)                                                         | «Металіст-д» (Харків)                                                     | «Іллічівець-д» (Маріуполь)                                                |
| 2006/07 | «Динамо-д» (Київ)                                                         | «Шахтар-д» (Донецьк)                                                      | «Чорноморець-д» (Одеса)                                                   |
| 2007/08 | «Динамо-д» (Київ)                                                         | «Металург-д» (Запоріжжя)                                                  | «Металіст-д» (Харків)                                                     |
| 2008/09 | «Шахтар (U-21)» (Донецьк)                                                 | «Динамо (U-21)» (Київ)                                                    | «Чорноморець (U-21)» (Одеса)                                              |
| 2009/10 | «Карпати (U-21)» (Львів)                                                  | «Шахтар (U-21)» (Донецьк)                                                 | «Динамо (U-21)» (Київ)                                                    |
| 2010/11 | «Шахтар (U-21)» (Донецьк)                                                 | «Металіст (U-21)» (Харків)                                                | «Дніпро (U-21)» (Дніпропетровськ)                                         |
| 2011/12 | «Шахтар (U-21)» (Донецьк)                                                 | «Зоря (U-21)» (Луганськ)                                                  | «Оболонь (U-21)» (Київ)                                                   |
| 2012/13 | «Зоря (U-21)» (Луганськ)                                                  | «Динамо (U-21)» (Київ)                                                    | «Шахтар (U-21)» (Донецьк)                                                 |
| 2013/14 | «Іллічівець (U-21)» (Маріуполь)                                           | «Шахтар (U-21)» (Донецьк)                                                 | «Дніпро (U-21)» (Дніпропетровськ)                                         |
| 2014/15 | «Дніпро (U-21)» (Дніпропетровськ)                                         | «Динамо (U-21)» (Київ)                                                    | «Ворскла (U-21)» (Полтава)                                                |
| 2015/16 | «Динамо (U-21)» (Київ)                                                    | «Шахтар (U-21)» (Донецьк)                                                 | «Дніпро (U-21)» (Дніпропетровськ)                                         |
| 2016/17 | «Динамо (U-21)» (Київ)                                                    | «Шахтар (U-21)» (Донецьк)                                                 | «Карпати (U-21)» (Львів)                                                  |
| 2017/18 | «Шахтар (U-21)» (Донецьк)                                                 | «Динамо (U-21)» (Київ)                                                    | «Олександрія (U-21)»                                                      |
| 2018/19 | «Динамо (U-21)» (Київ)                                                    | «Олександрія (U-21)»                                                      | «Шахтар (U-21)» (Донецьк)                                                 |
| 2019/20 | У зв'язку із пандемією COVID-19 призери в даному сезоні не були визначені | У зв'язку із пандемією COVID-19 призери в даному сезоні не були визначені | У зв'язку із пандемією COVID-19 призери в даному сезоні не були визначені |
| 2020/21 | «Динамо (U-21)» (Київ)                                                    | «Шахтар (U-21)» (Донецьк)                                                 | «Рух (U-21)» (Львів)                                                      |

## Призери
| Клуб                       | Чемпіон | 2-е місце | 3-є місце | Переможні роки                                 |
| -------------------------- | ------- | --------- | --------- | ---------------------------------------------- |
| «Динамо» (Київ)            | 8       | 4         | 1         | 2005, 2006, 2007, 2008, 2016, 2017, 2019, 2021 |
| «Шахтар» (Донецьк)         | 4       | 6         | 2         | 2009, 2011, 2012, 2018                         |
| «Зоря» (Луганськ)          | 1       | 1         | 0         | 2013                                           |
| «Дніпро» (Дніпропетровськ) | 1       | 0         | 3         | 2015                                           |
| «Іллічівець» (Маріуполь)   | 1       | 0         | 2         | 2014                                           |
| «Карпати» (Львів)          | 1       | 0         | 1         | 2010                                           |
| «Металіст» (Харків)        | 0       | 3         | 1         |                                                |
| ФК «Олександрія»           | 0       | 1         | 1         |                                                |
| «Металург» (Запоріжжя)     | 0       | 1         | 0         |                                                |
| «Чорноморець» (Одеса)      | 0       | 0         | 2         |                                                |
| «Ворскла» (Полтава)        | 0       | 0         | 1         |                                                |
| «Оболонь» (Київ)           | 0       | 0         | 1         |                                                |
| «Рух» (Львів)              | 0       | 0         | 1         |                                                |